# Олійник Сергій Вікторович
Сергі́й Ві́кторович Олі́йник — майор Збройних сил України.

## З життєпису
Станом на лютий 2017-го — заступник начальника відділення інспекторів прикордонної служби, Харківський прикордонний загін.

## Нагороди
За особисту мужність, сумлінне та бездоганне служіння Українському народові, зразкове виконання військового обов'язку відзначений — нагороджений
- орденом Богдана Хмельницького III ступеня (4.12.2015).